# Josep Vicent Egea Insa
Josep Vicent Egea Insa (Cocentaina, 1961) és un compositor, director d'orquestra i pedagog de la música valencià.

## Biografia
És graduat en trompeta, i titulat superior en Composició, Direcció de Cors i d'Orquestra pel Conservatorio Superior de Donostia. Obtingué el "Certificate of Advanced Studies" de Direcció d'Orquestra per la Royal Academy of Music de Londres, i es graduà com a "Special Student" en Direcció d'Orquestra a la Manhattan School of Music de Nova York. Ha estudiat piano, violí, sociologia de la música i composició contemporània, jazz, electroacústica, informàtica musical i música de cinema.
Des del 1986 és director del Grupo Instrumental de los Pirineos. En el període 1991-92 fou principal director convidat del Manhattan Contemporary Ensemble, en la temporada següent va ser director assistent de l'Orquesta Nacional de España i, l'altra, Cap d'estudis de l'Escuela Superior de Música "Reina Sofía" (1993-1994). El 1993 crea el grup instrumental Finale (1993-2000).
Com a director convidat, ha col·laborat amb moltes formacions, com la banda de la Societat Ateneu Musical de Cocentaina (1995), l'Orchestra Sinfonica Abruzzese de L'Aquila, la Savaria Chamber Orchestra d'Hongria, les Symphony Orchestra i Sinfonia de la Royal Academy de Londres, l'Orquesta Pablo Sarasate de Pamplona, la JONDE, l'Orquesta Sinfónica de Euskadi, el Grupo LIM (1993), el Sax-Ensemble (2003), l'Orquesta de la Comunidad de Madrid, la Real Filarmonía de Galicia, etc.
Com a compositor ha rebut diversos premis de música per a banda, per a orquestra i per a cor. La seva marxa Picadilly Circus, premi Amand Blanquer (Alcoi, 1991) representà una innovació en el camp de les marxes de Moros i Cristians, perquè fusiona la música tradicional de les marxes amb melodies jazzístiques i de la música popular nord-americana.

## Obres
- Affa (1987), per a quartet de saxòfons
- Allegro de Sonata (1987), per a piano
- Cuarteto de cuerda núm. 1 (1997)
- Da Capo (1987), per a piano
- Diaphonia (1987), per a tuba i vibràfon
- Dualisms (1992), per a orgue
- Duo Quasi Concertante (1992), per a clarinet baix i cinta magnètica
- Fanfàrria per a una cerimònia (1985), per a conjunt de 8 instruments de vent. Dedicada als seus pares
- Fantasía celta (1997), per a sextet (Ressenya)
- Iruñeako Taldea / Piano Variaciones (1986), per a piano
- Los jueces de los infiernos (1988). De la suite Europa, per a quintet de vent
- Moresca, per a flauta
- La nina trencada (1994), òpera de cambra infantil en un acte i sis escenes
- Notturno für horn (2004), per a trompa i orquestra de corda
- Percufonies (1986), per a 8 percussionistes i piano
- El principio del fin (1985), per a piano a 4 mans. Premi de composició "Fernando Remacha"
- Rapsodia burlada, per a violí i piano
- Sinapsis (1986), per a quintet de vent
- Sonata (1995), per a trompa i piano
- Toccata on the left: Para la mano izquierda (1988), per a piano
- Tregua, per a quartet de corda
- Wonder Brass (1995), per a quintet de vent

### Per a orquestra
- Agnus Dei (1988), per a solista, cor mixt i orquestra
- Baluarte, obertura
- Cobermórum (1996), per a orquestra simfònica, premi de composició "Joaquín Turina" 1997
- Concerto grosso (1987), per a orquestra de cambra
- Concierto para piano y orquesta, en Re (1989)
- Cuatro interpretaciones oníricas (1986), per a orquestra de cambra
- Divagamento (1995), per a orquestra de corda
- Eli-Eli (2007), per a soprano i orquestra simfònica
- Homenaje a F.García Lorca (1988), per a solista, cor mixt i orquestra
- Lied eròtic (1988), per a tenor i orquestra, amb text de Vicent Andrés Estellés
- Mito (1988), per a solista, cor mixt i orquestra
- Música y Fuego (1999), per a recitador, soprano, doble cor mixt i formació instrumental
- Poema sanférmico: poema descriptivo basado en las fiestas de San Fermín de Pamplona (1997), per a orquestra simfònica. N'hi ha versió per a banda
- Suite número 1 "Los jueces de los infiernos" (1989), per a orquestra simfònica. Del ballet El rapto de Europa
- Spring serenade (1990), per a orquestra de cambra
- Torna-li pum la trompa al xic (1989), per a orquestra simfònica

### Per a banda
- Americanism (1997)
- Cobermórum (1996)
- Contestania ibèrica (2007), obra d'encàrrec per a interpretació obligada en el Certamen Provincial de Bandes de Música "Ciutat de València" (Ressenya)
- Estrella (1998), marxa de processó
- Fantasía flamenca
- Funky Fancy (1992), obra d'encàrrec per a interpretació obligada en el Certamen Internacional de Bandes de Música "Ciutat de València"
- Sant Hipòlit, marxa de processó
- Suite Céltica (1999), premi de Composició de la Federació Gallega de Bandes de Música
- Timanfaya - Montañas de fuego (2004), obra d'encàrrec per a interpretació obligada en el Certamen Internacional de Bandes de Música "Ciutat de València"
- Centennial Overture (2019)', obra encargo de la Banda La Pamplonesa en el Centenario de su creación

- Marxes festeres
  - Mores: Al-Afem, Als Xafigueiros, Catxorro (2005), Cordó 95 (1995), Pic negre, Quico (1997),[2] Voro (1998),[3] Wahabitas
  - Cristianes: Almogàver (2005), Almogàver contestà (1995), Catarsis (1982), Marfil (1994),[4] Pas al Pas, Pere (2005),[5] Picadilly Circus (1991),[6] Poop 77, Rebombori

- Pas-dobles: Al meu agüelo, Añoranzas de fiesta, Beto, El camino (2001),[7] Casa de rosas (2004),[8] Celeste amanecer, Encarnita (la de Llusián), Fernandín (1998),[9] Franjo el Sahorí, Guy's Band (1991, Ressenya Arxivat 2007-09-28 a Wayback Machine.), Paco Carabassa, El Raspall, Romualdo Pardalet, 3 de Febrero (1981, dedicat a Saix), Vicente y Estrella, Vocación musical, A trenc d'alba'

### Per a veu
- Ai, xumba-la (Partitura[Enllaç no actiu] i Arxiu MIDI[Enllaç no actiu])
- Asmakizunak (1994), per a dues veus blanques i xilòfon (o piano)
- L'atzur (1996), per a cor mixt, amb text de Vicent Valls
- Ave Maria Stella (1999), per a cor mixt
- Bizkaia (2001), amb lletra de Pedro Aldana Uruburu
- Camino Hermético (1998), per a cor mixt, lletra de Valentín Redín
- Cuatro Rubaiyatas a tumba abierta (1989), per a mezzosoprano i piano, lletra de Félix Grande. II premi de Composició Jóvenes Creadores de l'ajuntament de Madrid
- Esta noche es Nochebuena (1994), per a cor mixt, premi de Composició Coral Ciudad de Cieza
- Gaur Sortzen (2001), per a cor mixt
- Karrasi eta Hotsak (1989), per a cor de veus blanques
- Libera Me (1996), per a cor mixt
- Lo Hadi Angüria (1995), per a cor mixt
- Mai no he de dir el teu nom (1995), per a cor mixt, amb lletra d'Andrés Estellés
- Maldició (1986), per a contralt, baix i cor mixt, primer Premio Internacional de Composición para Masas Corales de Tolosa 1998. De la suite coral Musica Illuna, integrada per obres de diversos compositors.
- Neska Gaztexegui (1987), per a cor mixt
- Noneta (Partitura[Enllaç no actiu] i Arxiu MIDI[Enllaç no actiu])

- Per a tres veus blanques: Dorte, Nineta (1994), Gaueko Argia (1994), Notezia Jai on Bat (1995), La note di Natale (1994), Oi Betheleem (1995), Traballengua núm. 1 (1996, premi Ciutat de Reus Partitura[Enllaç no actiu] i Melodia en MIDI[Enllaç no actiu])

## Arxius de so
Celeste amanecer, per l'Ateneu Musical de Cocentaina Arxivat 2007-09-29 a Wayback Machine.

 Encarnita la de Llusián Arxivat 2007-09-28 a Wayback Machine.

 Gravació de la Diputació Provincial de València amb interpretació de la Banda i l'Orquestra de la Societat La Artística de Bunyol, comprèn obres de José Sanchis Cuartero, Bernabé Sanchis Sanz i Josep Vicent Egea (Cobermòrum és la primera peça), en format ZIP Arxivat 2007-09-27 a Wayback Machine.